# Contea di Baihe
La contea di Baihe (白河县S, Báihé XiànP) è una contea della Cina, situata nella provincia dello Shaanxi e amministrata dalla prefettura di Ankang.